# Mélèze de Sibérie
Larix sibirica
Espèce
Classification phylogénétique
Statut de conservation UICN

 LC  : Préoccupation mineure
Le mélèze de Sibérie, ou mélèze russe (Larix sibirica) est une espèce d'arbre du genre Larix et de la famille des Pinaceae. C'est un arbre particulièrement résistant au froid : son domaine naturel se situe en Russie occidentale, depuis la frontière avec la Finlande, à l'ouest, jusqu'à la vallée de l'Ienisseï, à l'est. Dans cette dernière région, il peut s'hybrider avec le mélèze de Dahurie (Larix gmelinii) qui pousse en Sibérie orientale : l'hybride est connu sous l'appellation Larix × czekanowskii.
Le mélèze de Sibérie est un arbre de taille moyenne à grande qui peut atteindre de 20 à 40 mètres de hauteur pour un diamètre de 1 mètre. Le faîte de l'arbre est de forme conique lorsqu'il est jeune et s'élargit avec l'âge ; les branches principales sont soit horizontales soient vont en se relevant tandis que les branches secondaires sont pendantes. Les ⁣⁣feuilles⁣⁣, ⁣ semblables à des aiguilles, de couleur vert clair et longues de 2 à 4 centimètres, deviennent jaune vif avant leur chute à la fin de l'automne.
Les cônes mâle et femelle poussent séparément sur le même arbre. La pollinisation a lieu au début du printemps. Les cônes mâles poussent de manière isolée, sont jaunes et de forme sphérique à oblongue, de 4 à 8 mm de diamètre et produisent des graines dépourvues d'ailette. Les cônes femelles matures sont dressés, de forme ovoïde à conique, de 2 à 4 cm de long, avec 30 à 70 écailles légèrement incurvées ; ils sont verts (plus ou moins rouges quand ils sont immatures) puis deviennent marron quand ils parviennent à maturité et libèrent les graines munies d'ailettes, 4 à 6 mois après la pollinisation. Les vieux cônes restent généralement sur l'arbre plusieurs années en prenant une couleur gris-noir sombre. Le mélèze de Sibérie  devient fertile après 10 à 15 ans.
Du fait de sa résistance à la pourriture, le bois du mélèze est particulièrement recherché pour les poteaux, traverses de chemin de fer et poteaux de mine. Dans la construction, il est utilisé pour les planchers de ⁣⁣terrasse⁣⁣, mais à ce titre sa résistance ne vaudra pas celle de certains bois tropicaux (hors plantations) beaucoup plus onéreux, car en voie d'extinction (teck, ipé, etc.). C'est le conifère qui pousse le plus rapidement dans les régions froides, mais il a besoin d'être en pleine lumière. Dans les plantations, il doit être mis en terre de manière espacée.

## Construction
Grâce à sa dureté ainsi qu'à sa durabilité, le bois de mélèze est approprié à la construction. Il sert par exemple à faire des charpentes, des ouvrages extérieurs, ainsi que des menuiseries intérieures et extérieures.
C'est également un bois qui est extrêmement apprécié pour les bardages extérieurs, les articles de pontage et les articles à vocation marine. 
Pour ce qui est des applications intérieures, le mélèze de Sibérie est encore une fois très apprécié, il est utilisé pour les escaliers, les portes, les lambris, les placages et les plafonds.

## Sources
- WoodPartners.fr